# Floorball-Bundesliga Österreich 2014/15
Die österreichische Floorball-Staatsmeisterschaft auf dem Großfeld der Herren begann am 27. September 2014. Titelverteidiger war der VSV Unihockey, der in drei Finalspielen gegen den KAC Floorball den Titel verteidigen konnte.

## Herren Bundesliga (Großfeld)
Teilnehmer:
- VSV Unihockey
- TVZ Wikings Zell am See
- SU Wiener FV
- KAC Floorball
- IBC Leoben
- United Floorball Tirol
- Unihockey Vorarlberg

Modus:
Die Vorrunde zur österreichischen Herren(Großfeld)-Staatsmeisterschaft im Floorball wurde in einer einfachen Vor- und Rückrunde ausgespielt. Die besten vier Mannschaften des Grunddurchgangs ermittelten in einer "Best of 3"-Serie die Finalisten. Das Finale wurde im "Best of 5"-Modus ausgespielt.
| Pl. | Verein                  | Sp. | S(OT) | N(OT)  | Diff. | Pkt. |
| --- | ----------------------- | --- | ----- | ------ | ----- | ---- |
| 01. | VSV Unihockey           | 12  | 12(1) | 00(0)  | +070  | 35   |
| 02. | Unihockey Vorarlberg    | 12  | 8(0)  | 04(1)  | +017  | 25   |
| 03. | KAC Floorball           | 12  | 7(0)  | 05(2)  | +024  | 23   |
| 04. | TVZ Wikings Zell am See | 12  | 7(2)  | 05(0)  | +017  | 19   |
| 05. | SU Wiener FV            | 12  | 6(1)  | 06(1)  | +03   | 18   |
| 06. | United Floorball Tirol  | 12  | 1(0)  | 011(0) | -065  | 3    |
| 07. | IBC Leoben              | 12  | 1(0)  | 011(0) | -066  | 3    |

Play-offs – Halbfinale:
- TVZ Wikings Zell am See – VSV Unihockey  3:5 (0:2, 2:0, 1:3) am 21. März 2015
- KAC Floorball – Unihockey Vorarlberg  2:1 (1:0, 1:1, 0:0) am 21. März 2015
- VSV Unihockey – TVZ Wikings Zell am See  2:4 (0:1, 1:1, 1:2) am 28. März 2015
- Unihockey Vorarlberg – KAC Floorball  5:6 (1:0, 1:1, 3:4; 0:1) am 28. März 2015
- VSV Unihockey – TVZ Wikings Zell am See  6:5 (1:1, 3:3, 2:1) am 29. März 2015

Finale:
- 1. Spiel: VSV Unihockey – KAC Floorball  6:3 (3:0, 2:0, 1:3) am 11. April 2015
- 2. Spiel: VSV Unihockey – KAC Floorball  9:3 (3:2, 2:0, 4:1) am 12. April 2015
- 3. Spiel: KAC Floorball – VSV Unihockey  3:9 (1:2, 1:4, 1:3) am 18. April 2015

VSV Unihockey mit 3:0 Siegen Österreichischer Herren-Floorball-Staatsmeister 2015.

## Damen Bundesliga (Großfeld)
Die österreichische Floorball-Staatsmeisterschaft der Damen auf dem Großfeld begann am 27. September 2014. Titelverteidiger war der SU Wiener FV.
Im Finale gegen den SU Wiener FV gelang es dem TVZ Wikings Zell am See in 3 Finalspielen erfolgreich den Titel zu gewinnen.
Teilnehmer:
- TVZ Wikings Zell am See
- SU Wiener FV
- IBC Leoben
- FBC Grasshoppers Zurndorf
- VSV Unihockey

Modus:
Der Grunddurchgang zur österreichischen Damen(Großfeld)-Staatsmeisterschaft wurde in insgesamt 10 Vorrunden ausgespielt. Die besten vier Mannschaften des Grunddurchgangs ermittelten in einer "Best of 3"-Serie die Finalisten. Das Finale wurde in einem "Best of 3"-Modus ausgespielt.
| Pl. | Verein                    | Sp. | S(OT) | N(OT) | Diff. | Pkt. |
| --- | ------------------------- | --- | ----- | ----- | ----- | ---- |
| 01. | TVZ Wikings Zell am See   | 8   | 8(0)  | 00(0) | +031  | 24   |
| 02. | SU Wiener FV              | 8   | 6(0)  | 02(0) | +034  | 18   |
| 03. | FBC Grasshoppers Zurndorf | 8   | 3(0)  | 05(1) | -019  | 10   |
| 04. | IBC Leoben                | 8   | 3(1)  | 05(0) | -013  | 8    |
| 05. | VSV Unihockey             | 8   | 0(0)  | 08(0) | -033  | 0    |

Play-offs – Halbfinale:
- FBC Grasshoppers Zurndorf – SU Wiener FV  3:2 (3:0, 0:1, 0:1) am 21. März 2015
- IBC Leoben – TVZ Wikings Zell am See  2:5 (0:1, 2:3, 0:1) am 21. März 2015
- TVZ Wikings Zell am See – IBC Leoben  6:2 (0:1, 2:0, 4:1) am 28. März 2015
- SU Wiener FV – FBC Grasshoppers Zurndorf  6:0 (1:0, 1:0, 4:0) am 28. März 2015
- SU Wiener FV – FBC Grasshoppers Zurndorf  7:3 (2:1, 3:1, 2:1) am 29. März 2015

Finale:
- 1. Spiel: SU Wiener FV – TVZ Wikings Zell am See  5:2 (2:1, 2:0, 1:1) am 11. April 2015
- 2. Spiel: TVZ Wikings Zell am See – SU Wiener FV  4:3 (1:1, 3:1, 0:1) am 18. April 2015
- 3. Spiel: TVZ Wikings Zell am See – SU Wiener FV  5:2 (2:1, 1:0, 2:1) am 19. April 2015

TVZ Wikings Zell am See mit 2:1 Siegen Österreichischer Damen-Floorball-Staatsmeister 2015.